# Neighbours (canción)
«Neighbours» —en español: «Vecinos»— es una canción compuesta por Mick Jagger y Keith Richards para la banda inglesa de rock The Rolling Stones, está incluida en el disco Tattoo You de 1981 y es la cara B del sencillo «Hang Fire».

## Historia
Escrita por Mick Jagger y Keith Richards, «Neighbours» se destaca por ser una de las dos canciones de Tattoo You, que no viene de sesiones de discos anteriores. Fue grabada entre octubre y noviembre de 1980, y en abril y junio de 1981 en los estudios Pathé Marconi de París Francia y en Atlantic Studios de Nueva York. 
La canción habla acerca de los vecinos de Keith Richards en un edificio de apartamentos ubicado en Manhattan. En una entrevista realizada al guitarrista en 1981 declaraba lo siguiente: “Patti y yo fuimos desalojados del apartamento en Nueva York. Mick escribió la letra sobre eso –y el nunca ha tenido problemas con los vecinos-… Tengo el don de encontrar un edificio entero de gente muy cool, ya sabes pero había una pareja uncool… Neighbors es la primera canción que en realidad creo que Mick ha escrito para mí. Es uno de mis deseos que escribiera eso".
El vídeo musical para la canción fue basado en la película de Alfred Hitchcock Rear Window de 1954.
«Neighbours» fue interpretada en vivo por los Stones durante la gira promocional de Tattoo You: American Tour 1981 y European Tour 1982. Volvió a emerger para las actuaciones de Licks Tour, con una actuación que fue capturada y lanzada en el álbum en vivo Live Licks.

## Personal
Acreditado:
- Mick Jagger: voz.
- Keith Richards: guitarra eléctrica y coros.
- Ron Wood: guitarra eléctrica.
- Bill Wyman: bajo.
- Charlie Watts: batería.
- Ian Stewart: piano.
- Sonny Rollins: saxofón.